# Arábiai kobra
Az arábiai kobra (Naja arabica) a mérgessiklófélék családjába tartozó, az Arab-félsziget déli részén honos kobrafaj.

## Megjelenése
Az arábiai kobrát korábban az egyiptomi kobra arab-félszigeti alfajának tartották, de újabban genetikai vizsgálatokkal bebizonyították, hogy különálló fajról van szó. Nagy termetű kígyófaj, hossza 180–260 cm, ritkán elérheti a 300 cm-t is. Több színváltozata is ismert. A Szaúd-Arábia déli részén és Jemenben élő kobrák háta, nyaka és feje barnásfekete, míg hasuk sárga, gyakran rezes csillogású. Léteznek fekete fejű és farkú, de sötét- vagy sárgásbarna testű példányok, sőt találtak már narancssárga kobrát is.   

## Elterjedése és életmódja
Az Arab-félsziget délnyugati-déli részén honos Szaúd-Arábiában, Jemenben és Ománban, elsősorban a hegyvidékeken 1500 méter fölött. Szaúd-Arábiában gyakori kígyó, míg Ománban csak a magas fennsíkokon él.
Visszahúzódó természetű, óvatos faj, az embert elkerüli. Nappal aktív, főleg a vízlelőhelyek környékén. Kisemlősökkel, gyíkokkal, madarakkal, kétéltűekkel táplálkozik. Tojásokkal szaporodik, a nőstény 10-19 tojást rak. 

## Mérge
Az arábiai kobra mérge neurotoxinokat és citotoxinokat tartalmaz. A marás helyi tünetei ödéma: lokális fájdalom, vérzékenység, szövetpusztulás. 

## Természetvédelmi helyzete
A Természetvédelmi Világszövetség Vörös listáján az arábiai kobra nem fenyegetett státussal szerepel, de populációja csökkenőben van, mert sok példányt mérge lefejése vagy terráriumi tartás céljából befognak, a helyi lakosság pedig pusztítja őket.  